# Cine de Japón

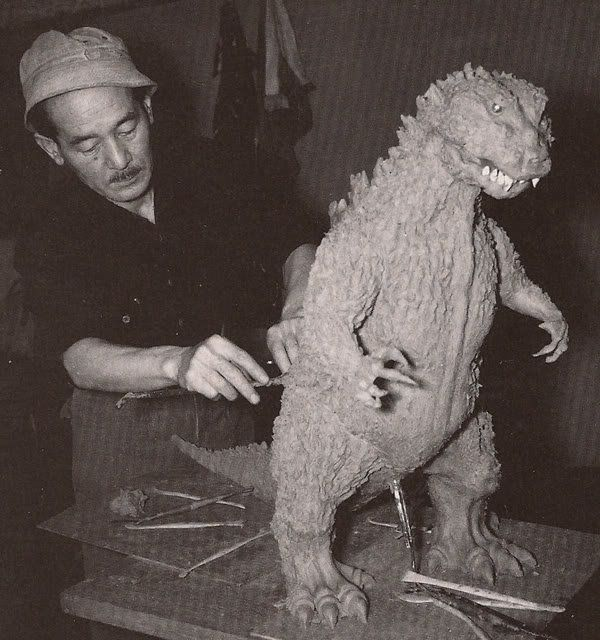
Esculpiendo el diseño final de Godzilla (1954). Este personaje es la figura más mítica del cine japonés.

El  cinco veces el Premio Óscar a la mejor película de habla no inglesa, más que cualquier otro país asiático.

## Géneros
- Anime, con este término se conoce a la animación japonesa.
- Jidaigeki, dramas de época ambientados generalmente en el Periodo Edo (1603-1868). Dentro de este género, se encuentra el chambara (cine de acción con samuráis).
- J-Horror o cine de terror. Predomina el terror psicológico y la tensión, con la intervención de fantasmas y poltergeists.
- Cine de culto. Comprende aquellas películas que atraen a un pequeño grupo de seguidores, como Battle Royale o Suicide Club.
- Kaiju: Películas cuyo protagonista es un monstruo, como el popular Godzilla.
- Pink films o cine pornográfico. A diferencia del cine pornográfico occidental, el cine porno japonés por lo general incluye temas sociales y es estéticamente más cuidado.
- Yakuza. Películas que tratan acerca de la mafia japonesa.

## Historia

### Desde sus inicios hasta los años 1940

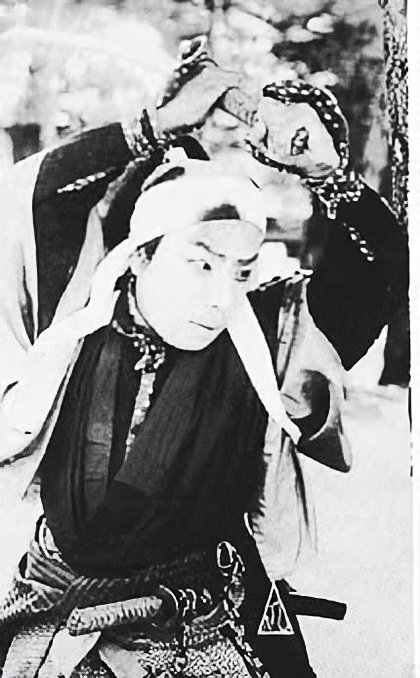
Matsunosuke Onoe en 1910.

La primera cámara de cine importada a Japón fue fabricada por Gaumont. Con esta cámara se filmó varias veces a geishas de Tokio, considerándose como la primera película de entretenimiento rodada en el país. Sin embargo, la pieza de kabuki Momijigari, con un contenido puramente teatral, es la que se considera como la primera producción cinematográfica japonesa siendo rodada en 1899 por Tsunekichi Shibata, un ingeniero en fotografía.
La primera estrella del cine japonés fue Matsunosuke Onoe, un actor de kabuki que apareció en más de 1000 películas, sobre todo cortometrajes, entre 1909 y 1926. Él y el director Shozo Makino volvieron populares a las películas del género jidaigeki. En cuanto a las actrices japonesas, la primera en aparecer profesionalmente en una película fue Tokuko Nagai Takagi, quien apareció en cuatro cortometrajes de la productora estadounidense Thanhouser Company entre 1911 y 1914.
Durante el período del cine mudo, la mayor parte de las salas de cine empleaban a benshis, narradores cuyas dramáticas lecturas acompañaban al filme y a su banda sonora, que al igual que en Occidente, era habitualmente interpretada en vivo. Dentro de este género algunos de los más comentados filmes son los del realizador Kenji Mizoguchi.
Catástrofes como el terremoto del Gran Kanto de 1923, los bombardeos sobre Tokio durante la Segunda Guerra Mundial, unidos a los efectos naturales del tiempo y la humedad sobre el entonces más frágil celuloide, han contribuido a que subsistan muy pocos filmes de este período. 
Un estudio del género gendaigeki - que trata acerca de dramas modernos o contemporáneos- y de la escritura de guiones de cine en las décadas de 1910-1920, puede encontrarse en Writing in Light: The Silent Scenario and the Japanese Pure Film Movement (Joanne Bernardi, Wayne State University Press, 2001). La obra incluye algunas traducciones de guiones completos.
A diferencia de la producción de cine de Hollywood, durante la década de 1930, todavía se producían en Japón filmes mudos. Destacan en este período los filmes sonoros de Kenji Mizoguchi Las hermanas de Gion (Gion no shimai) de 1936, Elegía de Naniwa (Naniwa erejî) del mismo año y La historia del último crisantemo (Zangiku monogatari) de 1939. Éstas, junto con las películas de Sadao Yamanaka, Ninjo Kamifusen de 1937. y de Mikio Naruse Tsuma Yo Bara No Yoni de 1935, fueron las primeras películas japonesas en estrenarse en los Estados Unidos. Sin embargo, la presión de la censura se hizo sentir entre los directores con tendencias políticas de izquierda como Daisuke Ito.
Akira Kurosawa estrena su primer largometraje La leyenda del gran Judo (Sanshiro Sugata) en 1943. Al finalizar la Segunda Guerra Mundial, y durante la ocupación bajo Douglas MacArthur, Comandante Supremo de las Fuerzas Aliadas, Japón fue expuesto a más de una década de cine de animación estadounidense, prohibido por el gobierno japonés durante la guerra. 
Destaca además el exitoso filme Primavera tardía (Banshun) dirigida por Yasujirō Ozu en 1949.

### Años 1950, la “Edad de oro”

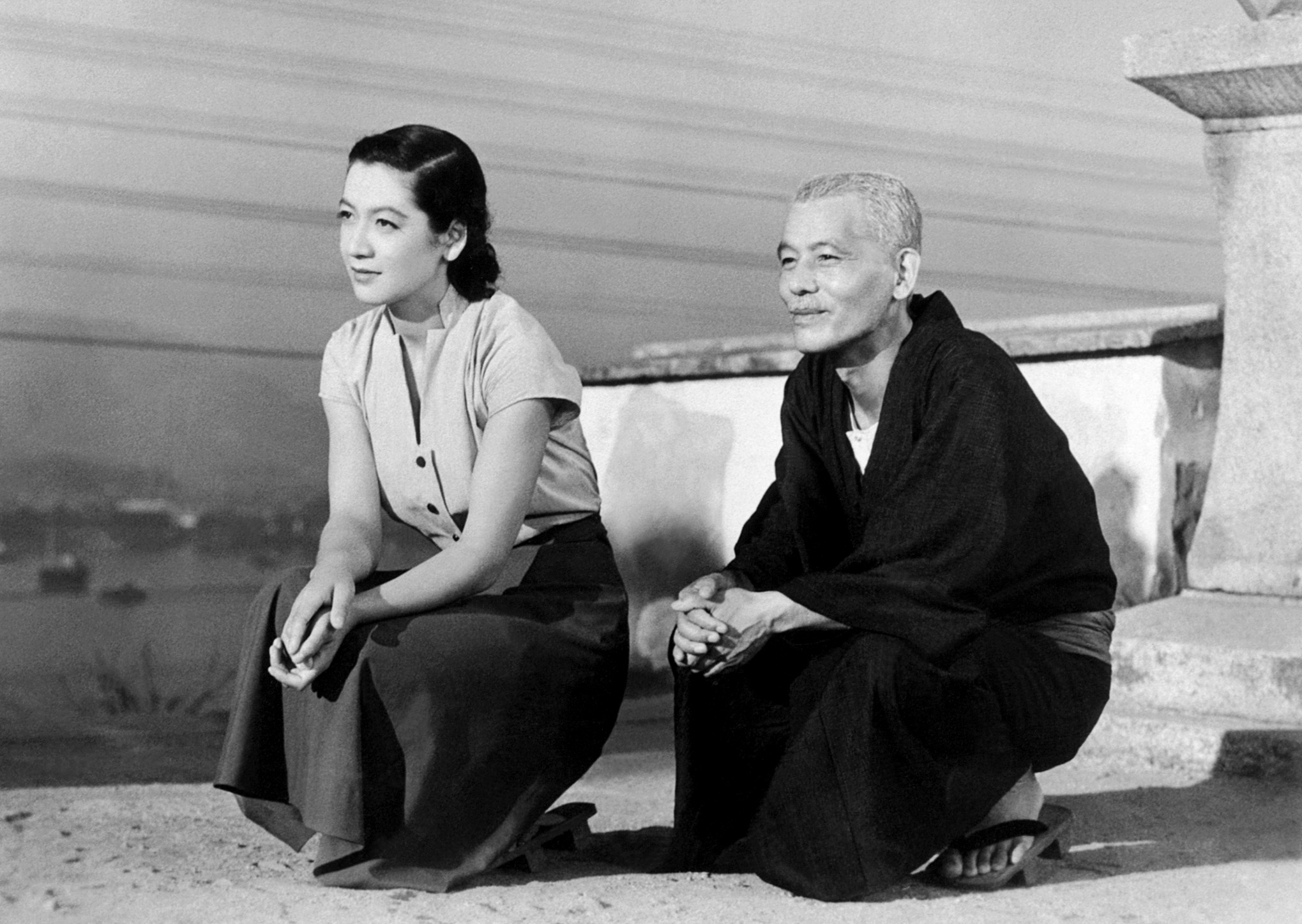
Cuentos de Tokio (Yasujirō Ozu).

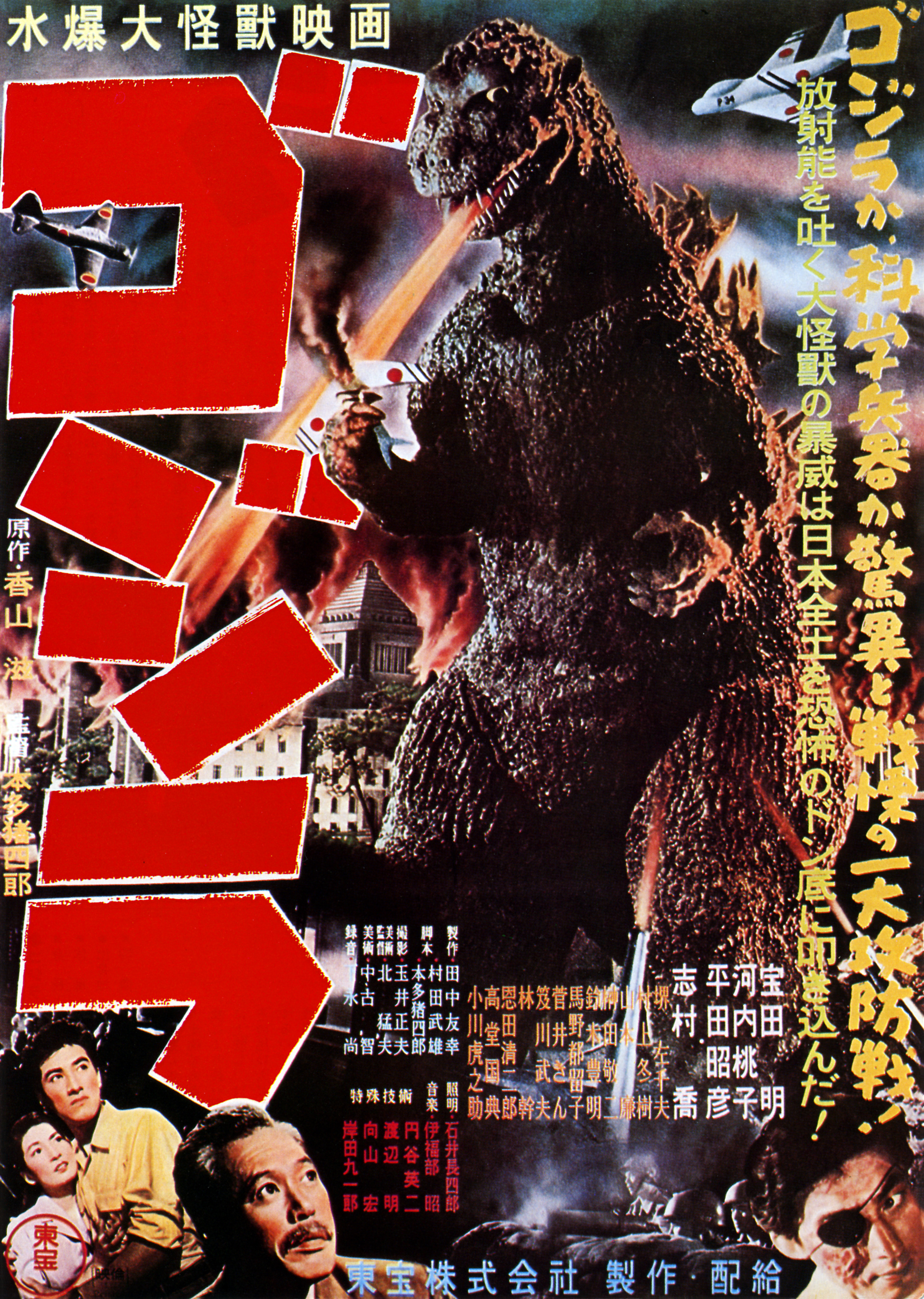
Godzilla (Ishiro Honda).

Durante los años 1950 se produjo la “Edad de oro” del cine japonés. La década comienza con Rashōmon (1950), de Akira Kurosawa, que obtuvo el Oscar honorífico a la Mejor Película Extranjera marcando la entrada del cine japonés en el resto del mundo. Fue además el rol que catapultó la carrera del legendario Toshirō Mifune. En 1952 Kurosawa estrena Ikiru, y en 1953 Yasujirō Ozu completa su obra maestra Cuentos de Tokio. 
El año 1954 produjo dos de los largometrajes más influyentes del cine japonés. El primero fue la épica Los siete samuráis, de Akira Kurosawa, acerca de un grupo de samuráis que son contratados para proteger una aldea de una pandilla de rapaces ladrones. Los siete samuráis ha tenido diversas adaptaciones, entre las que destaca la película Los siete magníficos, un western de John Sturges de 1960. 
Ese mismo año, Ishirō Honda estrenó el filme de terror antinuclear Gojira, conocida en Occidente como Godzilla. Aunque fue severamente editada para su estreno en Occidente, Godzilla se convirtió en un ícono internacional de Japón e inició la industria de las películas del género Kaiju. 
En 1955, Hiroshi Inagaki ganó un Oscar a la mejor película extranjera por la primera parte de su trilogía sobre la vida de Miyamoto Musashi, Samurái I.
Kon Ichikawa dirigió dos dramas antibélicos: El arpa birmana (1956), y Fuego en la llanura (1959), junto con Conflagración (1958), una adaptación de la novela El pabellón de oro de Yukio Mishima.
Masaki Kobayashi realizó tres largometrajes, que colectivamente son conocidos como la Trilogía de la condición humana, entre 1958 y 1961. 
Kenji Mizoguchi dirigió Vida de O-Haru, mujer galante (Saikaku Ichidai Onna) (1952), Cuentos de la luna pálida (Ugetsu Monogatari) (1953), que ganó el León de Plata en el Festival de Cine de Venecia, y El intendente Sansho (Sansho Dayu) (1954). 
Mikio Naruse hizo Meshi (1950), Bangiku (1954), La voz de la montaña (Yama no oto) (1954) y Nubes flotantes (Ukigumo) (1955).
Yasujirō Ozu dirigió Buenos días, (Ohayō) (1959) y Ukikusa (1958), que era una adaptación de su anterior filme mudo Ukigusa monogatari (1934), contando con Kazuo Miyakawa, director de fotografía de Rashomon y El intendente Sansho

### Entre 1960 y 1990
La nueva ola japonesa (noveru vagu) fue un movimiento surgido a finales de los años 1950 y caracterizado por la toma de conciencia ante el Japón en la posguerra donde pasaron sus primeros años los principales representantes del movimiento. Algunos directores se consagraron como los principales cineastas de la nueva ola: Shōhei Imamura con Nippon konchuki (1963), y Nagisa Ōshima con Historias crueles de juventud (1960). Por su parte, la película de Hiroshi Teshigahara La mujer de la arena, basada en la novela de Kōbō Abe, ganó en 1964 el Premio del Jurado en el Festival de Cannes, y fue nominada al Oscar al mejor director y al Oscar a la mejor película en habla no inglesa. El filme de Masaki Kobayashi Kwaidan también obtuvo al año siguiente el Premio del Jurado de Cannes.
Dentro de la misma ola, Ōshima dirigió El imperio de los sentidos (1976), controvertida película acerca de la historia real de Abe Sada. Oponiéndose radicalmente a la censura, el director insistió en que la película contuviera material pornográfico explícito y, como consecuencia de esa decisión, la película no pudo exhibirse en Japón, donde, a la fecha, aún no se ha presentado más que censurada, y tuvo que presentarse en Francia.
Fuera de la nueva ola, en los años 1960, directores ya reconocidos como continuaron su obra. Así, Akira Kurosawa dirigió en 1961 el clásico Yojimbo, cuya repercusión en el género cinematográfico del western fue considerable. También, Kon Ichikawa capturó la esencia de los Juegos Olímpicos de Tokio 1964 en su documental de tres horas Las olimpiadas de Tokio (Tōkyō Orimpikku) (1965).
Yoji Yamada creó y dirigió la comercialmente exitosa serie Otoko wa tsurai yo (It's tough being a man), con el actor Kiyoshi Atsumi como Tora-san, de la cual se realizaron 48 filmes (1969–1995). Mientras, dirigía aparte otros filmes entre los que destaca el popular Shiawase no kiiroi hankachi (1977) (The Yellow Handkerchief of Happiness). 
También en los años 1970, Kinji Fukasaku terminó Batallas sin honor ni humanidad (1973), la primera de la saga de cinco películas titulada The Yakuza Papers. Así mismo, Shôgorô Nishimura dirigió Dan Oniroku: Nawa-Geshô (1978), una de las más famosas películas eróticas de la productora Nikkatsu, con Naomi Tani en el papel principal.
En la década siguiente, Akira Kurosawa dirigió Kagemusha ganadora en 1980 de la Palma de Oro del Festival Internacional de Cine de Cannes. El mismo año, Seijun Suzuki regresó al medio cinematográfico con su filme Zigeunerweisen recibiendo cuatro premios de la Academia Japonesa. Por su parte, Shohei Imamura ganó en 1983 la Palma de Oro en Festival Internacional de Cine de Cannes por su filme La balada de Narayama (1983) y también dirigió la muy reconocida Lluvia negra (1989).
En 1985 Kurosawa realizó su obra Ran. Con un presupuesto de US$12 millones, fue ganadora de un premio Oscar al mejor diseño de vestuario.

### El Anime

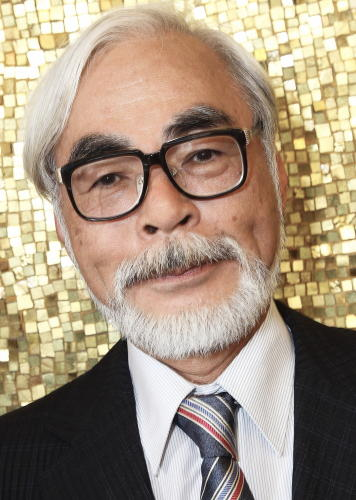
Hayao Miyazaki.

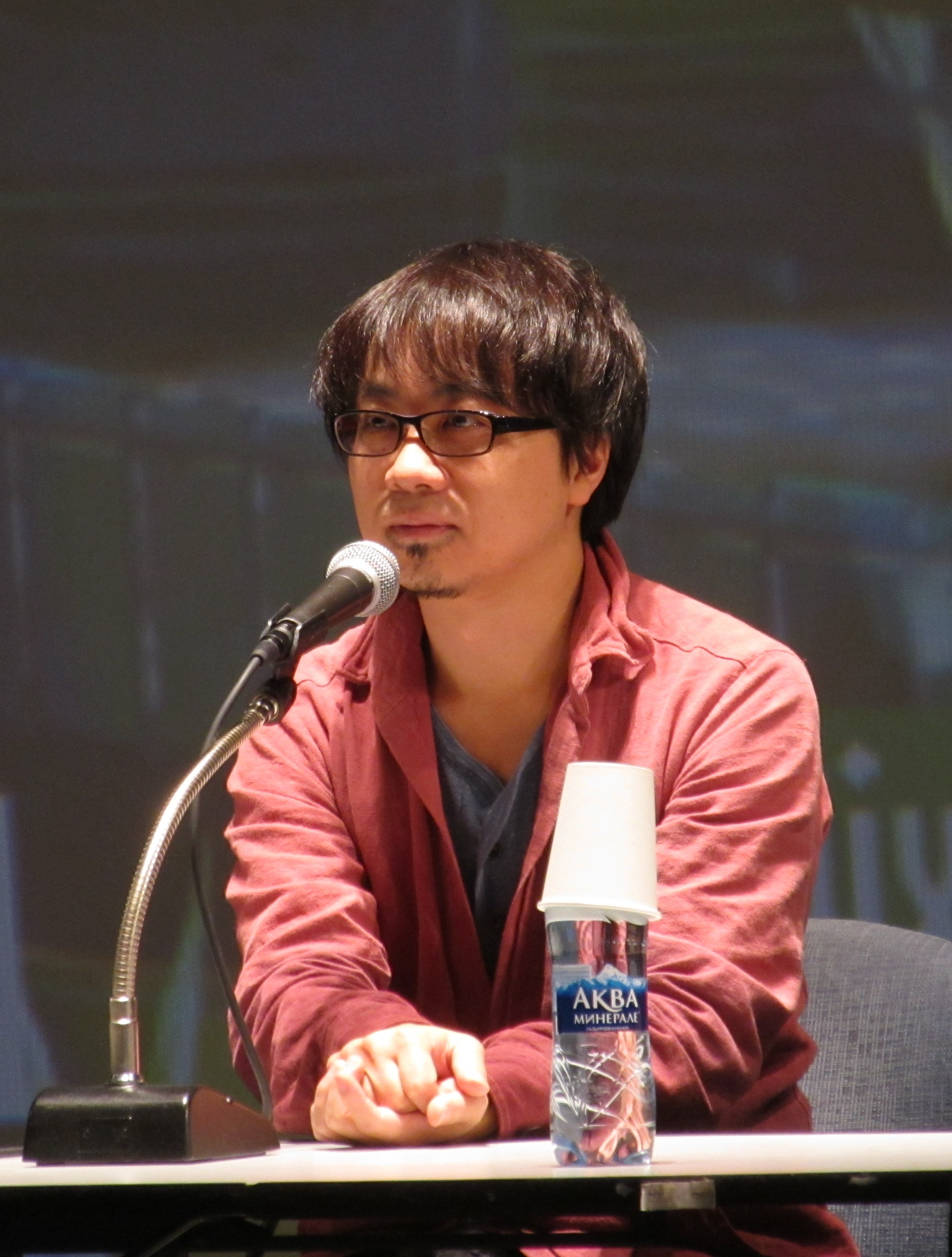
Makoto Shinkai.

La animación en Japón recibe el nombre de anime, aunque gran parte de su desarrollo está basado en series televisivas, en su historia ha contado con grandes exponentes que se han dedicado al cine animado. 
El llamado padre del anime Osamu Tezuka junto al director Eiichi Yamamoto trabajaron en la trilogía llamada Animerama, tres películas consideradas precursoras de la animación para adultos: Senya Ichiya Monogatari (también conocida como Las mil y una noches)(1969), Kureopatora (también conocida como Cleopatra) (1970) y Kanashimi no Belladonna (también conocida como La tristeza de Belladonna) (1973). Despreciadas en su época, con el tiempo han llegado a ser consideradas de culto.
Hayao Miyazaki realizó en 1984 el filme anime Nausicaä del Valle del Viento, adaptado de la serie manga del mismo nombre, creada por él. Luego realizó dos éxitos de taquilla nacionales e internacionales Porco Rosso (1992) y La princesa Mononoke (1997). En 2001 dirigió El viaje de Chihiro, la animación que se convirtió en la película más taquillera de la historía del cine japonés y ganadora del premio Oscar a la Mejor Película de Animación (2002) y del premio Oso de Oro del Festival Internacional de Cine de Berlín (compartido) entre otros. 
Otro hábil director, socio de Miyazaki en el Studio Ghibli, fue Isao Takahata(1935-2018), conocido principalmente por su adaptación de 1988 de la novela Akiyuki Nosaka, La tumba de las luciérnagas que cuenta la historia de dos niños que intentan sobrevivir luego de perder a su madre durante un bombardeo sobre la ciudad de Kōbe en la Segunda Guerra Mundial, también dirigió otras películas como Recuerdos del ayer (1991) y El cuento de la princesa Kaguya (2013).
En 1988 Katsuhiro Otomo adaptó su serie manga Akira al anime del mismo nombre.
Aparecieron otros directores de anime, trayendo nuevos conceptos, no solo como películas, sino también como ejemplos de arte moderno. 
Como Mamoru Oshii con su película de ciencia ficción Ghost in the Shell (1995) (Kôkaku kidôtai), basada en el manga de Masamune Shirow, de gran éxito internacional y de la cual el director haría una secuela, Ghost in the Shell 2: Innocence (2004).
Hideaki Anno alcanzó un notable reconocimiento después de la presentación de su exitosa y controversial serie de 26 episodios, Neon Genesis Evangelion (1995), serie finalizada con la película The End of Evangelion (1997), franquicia retomada diez años después, cuando realiza un reinicio de dicha historia en una tetralogía cinematográfica conocida como Rebuild of Evangelion (2007-2021), director que también ha trabajado en películas de imagen real como Shin Godzilla (2016).
El director de anime Satoshi Kon (1963-2010) realizó los exitosos filmes Perfect Blue (1997), Millennium Actress (2001), Tokyo Godfathers (2003) y Paprika (2006), sus películas han sido fuente de inspiración para directores de Hollywood como Darren Aronofsky y Christopher Nolan.
Otro director destacado es Rintaro, que trabajó en sus inicios junto a Osamu Tezuka en series televisivas como Astro Boy y en 2001 dirigió la película Metrópolis, que adaptaba el manga del mismo nombre de Tezuka,que a su vez estaba inspirada en la película homónima dirigida por Fritz Lang de 1927.
Las dos primeras décadas del siglo XXI han surgidos otros directores que han tomado el testigo de la generación anterior, como Mamoru Hosoda, Makoto Shinkai, Keiichi Hara, Naoko Yamada, Mari Okada, Hiromasa Yonebayashi, Gorō Miyazaki, Sunao Katabuchi, Masaaki Yuasa, Hiroyuki Imaishi y el director estadounidense residente en Japón Michael Arias, entre otros. Destacando películas como  Tekkonkinkreet (2006), Colorful (2010), La colina de las amapolas (2011), Wolf Children (2012), El recuerdo de Marnie (2014), A silence voice (2016), Your name (2016), En este rincón del mundo (2016), The night is short, walk on girl (2017), Maquia, una historia de amor inmortal (2018), Promare (2019).
En el cine de anime existen muchas películas asociadas a franquicias televisivas como Dragon Ball, Doraemon, One Piece, Pokémon, Naruto, Lupin III, My Hero Academia, entre otras, algunas de ellas son resúmenes de las temporadas televisivas, otras son historias derivadas y también hay las que son continuación de la historia transmitida en televisión. Este tipo de películas han resultado grandes éxitos en taquilla como ejemplo Kimetsu no Yaiba: Mugen Ressha-hen (2020), perteneciente a la franquicia Kimetsu no Yaiba.

### Desde 1990

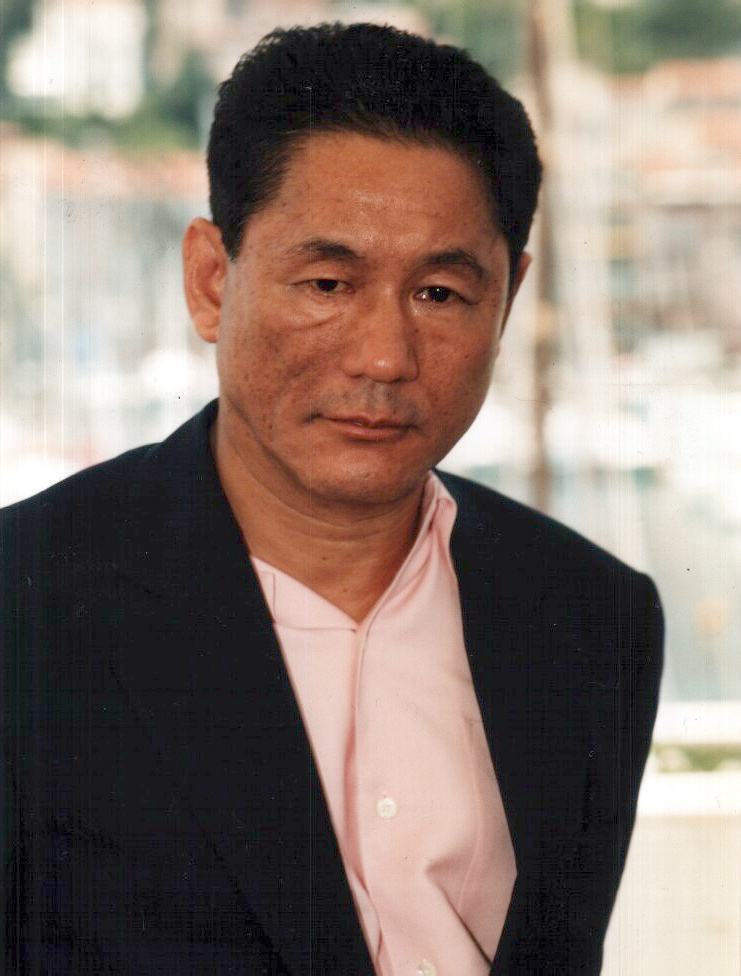
Takeshi Kitano.

Tras realizar películas de bajo presupuesto, Kiyoshi Kurosawa orientó sus creaciones a otros géneros que fueron siendo apreciadas internacionalmente tales como Cure (1997).
Shohei Imamura ganó nuevamente el premio Palma de Oro en el Festival Internacional de Cine de Cannes (compartido), por su película La anguila (1997).
Takeshi Kitano se consagra como un importante cineasta, con obras como Sonatine (1993), Kizzu ritân (1996) y Flores de fuego (1997), esta última Ganadora del premio León de Oro en el Festival de Cine de Venecia
Takashi Miike inicia su prolífica carrera, realizando más de 50 películas en una década, entre las que se destacan Chûgoku no chôjin (The Bird People in China) (1998), Audition (1999) y Dead or Alive: Hanzaisha (1999).
Satoshi Kon dirigió Perfect Blue (1997), una película de suspenso psicológico, premiada en el Festival Internacional de Cinema do Porto, y el Fant-Asia Film Festival de Canadá. Posteriormente el director Toshiki Sato, realizaría el largometraje Perfect Blue: Yume nara samete (2002). Ambos filmes están basados en la novela de Yoshikazu Takeuchi del mismo nombre.
La película Battle Royale (2000) de Kinji Fukasaku causó controversia y fue prohibida o censurada en varios países, pero logró éxito de taquilla en Japón y adquirió también estatus de película de culto en el Reino Unido.
Takeshi Kitano realizó Dolls (2002), el director que solía aparecer como actor en sus películas, no lo hace esta vez, y Zatōichi (2003) ambas escritas por él.
Algunos filmes japoneses de horror : Ringu (1998), Kairo (2001), Dark Water (2002), Yogen (2004); y la serie Ju-on de Takashi Shimizu son realizados en esta década como adaptación, alcanzando éxito de taquilla.
El filme Godzilla: Final Wars (2004) es realizado por Ryuhei Kitamura, conmemorando el 50.º aniversario del mítico personaje de ficción.
El veterano director Seijun Suzuki dirige su 56.º película Operetta tanuki goten (2005) (Princess Raccoon).
Hirokazu Koreeda dirigió Distance (2001) y Nadie sabe (2005), ganando esta última numerosos premios.
El multifacético director Sion Sono filmó Suicide Club (2002), Strange Circus (2005), Hazard (2005), Noriko's Dinner Table (2005) y Exte:Hair extensions (2007).

## Festivales y premios de cine en Japón
- Premios Kinema Junpo desde 1925.
- Mainichi Film Concours desde 1947.
- Blue Ribbon Shou desde 1951 = Premio Blue Ribbon Awards
- Hochi Eiga Shou desde 1976 = Premio Hochi Film Award
- Premios de la Academia Japonesa Nippon Academii-Sho desde 1977.
- Yokohama Film Festival desde 1980
- Tokyo International Film Festival (TIFF) desde 1985
- The International Animation Festival Hiroshima desde 1985
- Yamagata International Documentary Film Festival desde 1989
- Tokyo Anime Awards desde 2002
- Tokyo International Lesbian & Gay Film Festival (Tokio) desde 1992
- Tokyo Filmex desde 2000
- The Kansai International Film Festival (Osaka) desde 2007